# Ken & Mary no Merikenko On Stage! (Original Cast Ban)
Albums de Maki Gotō
Makking Gold 1
(2003) 2 Paint It Gold
(2004)
Singles
Ken & Mary no Merikenko On Stage! (Original Cast Ban) (「けん&メリーのメリケン粉オンステージ!」オリジナルキャスト盤) est un mini-album spécial de Maki Gotō, bande originale d'une comédie musicale dont elle est la vedette.
Il sort le 5 mars 2003 au Japon dans le cadre du Hello! Project, sous le label Piccolo Town, produit par Tsunku. Il atteint la 59e place du classement de l'Oricon. Il contient deux chansons sorties précédemment sur le single "double face A" Sans Toi Ma Mie/Kimi to Itsumademo, reprises de titres des années 1960 : Sans Toi Ma Mie de Salvatore Adamo et Kimi to Itsumademo de Yūzō Kayama.

## Liste des titres
1. Sans Toi Ma Mie (Musical version) (サン・トワ・マミー（ミュージカルVersion）?)
2. Kimi to Itsumademo (君といつまでも?)
3. Koi no Twist & Wacchaina Town (恋のツイスト&笑っちゃいなタウン?)
4. Please Don't Cry ! (Musical Version) (プリーズ ドント クライ!（ミュージカル）?)
5. A Head Age Nippon ! (A HEAD AGE 日本!?)
6. I Love That Sempai (I LOVE THAT 先輩?)
7. Klatt Kichau na ! (クラッときちゃうな!?)
8. Saida Ikka no Uta (西田一家の歌?)
9. Yokan (予感?)
10. Help (HELP?)
11. Dadan Dadan (ダダンダダン?)
12. Suki (好き?)
13. A Head Age Nippon ! (Encore Version) (A HEAD AGE 日本!（アンコールVersion）?)
14. Please Don't Cry ! (プリーズ ドント クライ!?)
15. Klatt Kichau na ! (Ukiuki Version) (クラッときちゃうな!（ウキウキVersion）?)
16. Yokan (Shiawase Version) (予感（幸せVersion）?)
17. Please Don't Cry ! (Orugoru Version) (プリーズ ドント クライ!（オルゴールVersion）?)
18. Suki (Shitsuren Version) (好き（失恋Version）?)
19. Sans Toi Ma Mie (Ending Version) (サン・トワ・マミー（エンディングVersion）?)